# Ø (Disambiguation)
Ø (Disambiguation) är det sjunde albumet som det amerikanska hardcore-bandet Underoath har släppt. Det gavs ut den 9 november 2010. Det är det första albumet som har släppts där Aaron Gillespie inte medverkar i.

## Låtlista
1. "In Division" - 3:58
2. "Catch Myself Catching Myself" - 3:29
3. "Paper Lung" - 4:11
4. "Illuminator" - 3:10
5. "Driftwood" - 3:00
6. "A Divine Eradication" - 3:16
7. "Who Will Guard the Guardians?" - 3:52
8. "Reversal" - 1:43
9. "Vacant Mouth" - 3:53
10. "My Deteriorating Incline" - 3:33
11. "In Completion" - 4:20